# Disca parajavai
Disca parajavai là một loài bướm đêm thuộc họ Erebidae. Nó được tìm thấy ở miền bắc Sumatra.
Sải cánh dài khoảng 12 mm. Cánh trước khá rộng và màu nâu hơi xám. Cánh sau nâu hơi xám phía dưới nâu hơi xám đồng nhất.